# Uniterm
En 1950, Mortimer Taube développe la méthode des uniterms. Cette méthode permet l'"indexage des sujets au moyen de mots matières et l'établissement d'un fichier permettant aisément les recherches à  divers points de vue".
Les Uniterms, mots simples ou groupe de mots, servaient à décrire le document et à l'indexer :  Les «uniterms, plus petit élément significatif du langage, permettant de décrire le contenu d'un document ... La méthode des uniterms, fondée sur une indexation libre (plusieurs milliers de termes non contrôlés) développe, après la notion de descriptor de Mooers, la combinaison des termes d'indexation, au fondement de la recherche documentaire informatisée. » 
Cette méthode  d'indexation sur des mots et non des concepts, de nos jours désuète, car elle s'appuyait sur des cartes perforées, comportait de plus  des inconvénients : bruit, fausses combinaisons. Taube critiquait les ordinateurs   et l'uniterm   appartient à la génération précédant leur apparition en documentation.

### Articles
- Application  of  the  Uniterm  System  and  the association of ideas to a special library file. Taube, M. (1955). Documentation Inc Bethesda Md. Report No.: TR-10. NTIS Accession Number: AD-093 969/4/XAB
- Studies in coordonate Indexing  Taube.M. et al. Series, Documentation,INC. 1953-1959.Vol.1-5.
- Unit Terms in Coordonate Indexing. Taube, Gull, Watchel. Am. Documentation, (3) 4, 213-118. Octobre 1952.
- Problems in the application of coordonate Uniterm coordinate method indexing.Sandford  (John Albert) et Theriault  (Frederic) (College and Reaserch Library Vol. 17, n° 1, janvier 56,p.19-23)
- Uniterm indexing principles, problems and solutions  - J. C. Costello Jr Engineering Service Division, Engineering Department, E. I. du Pont de Nemours and Company, Wilmington, Delaware - 1969 Wiley Periodicals, Inc., A Wiley Company - American Documentation Volume 12 Issue 1, Pages 20 - 26.
- CO-ORDINATE INDEXING: A Bibliography based on Material    Aslib    Decembre 1962   P.L. ERSKINE   Aslib Proceedings   1963 Volume: 15(2)p. 41 - 61  Inclut la méthode Uniterms.